# 鉄窓を出て
『鉄窓を出て』（Three Mounted Men）は、1918年に公開されたアメリカ合衆国の西部劇映画である。監督はジョン・フォード、主演はハリー・ケリーである。この映画は失われた映画である考えられている。